# Филип Івановський
Фили́п Івано́вський (мак. Филип Ивановски, нар. 1 травня 1985, Скоп'є) — македонський футболіст, нападник клубу «Астана».

## Клубна кар'єра
Народився 1 травня 1985 року в місті Скоп'є. Вихованець юнацьких команд футбольних клубів «Вардар» та «Работнічкі».
У дорослому футболі дебютував 2004 року виступами за команду клубу «Работнічкі», в якій провів один сезон, взявши участь лише у 9 матчах чемпіонату.
Згодом з 2005 по 2008 рік грав у складі команд клубів «Македонія Г. П.» та «Дискоболія».
Своєю грою за останню команду привернув увагу представників тренерського штабу клубу «Полонія», до складу якого приєднався 2008 року. Відіграв за команду з Варшави наступні два сезони своєї ігрової кар'єри. Більшість часу, проведеного у складі «Полонії», був основним гравцем атакувальної ланки команди. У складі «Полонії» був одним з головних бомбардирів команди, маючи середню результативність на рівні 0,34 голу за гру першості.
Протягом 2010–2012 років захищав кольори клубів «Етнікос» (Ахнас) та «Вардар».
До складу клубу «Астана» приєднався 2012 року. Наразі встиг відіграти за команду з Астани 8 матчів в національному чемпіонаті.

## Виступи за збірні
У 2005 році залучався до складу молодіжної збірної Македонії. На молодіжному рівні зіграв у 4 офіційних матчах, забив 1 гол. У 2009 році дебютував у складі національної збірної.

## Титули і досягнення
- Володар Кубка Польщі (1):

«Дискоболія»: 2006-07
- Володар Кубка Екстракляси (2):

«Дискоболія»: 2006-07, 2007-08
- Володар Кубка Македонії (1):

«Македонія Гьорче Петров»: 2005-06
- Чемпіон Македонії (3):

«Вардар»: 2011-12, 2014-15, 2015-16
- Володар Кубка Казахстану (1):

«Астана»: 2012
- Володар Суперкубка Македонії (1):

«Вардар»: 2015
- Найкращий бомбардир Чемпіон Македонії (1):

«Вардар»: 2011-12